# Manafregoli
I manafregoli (anche magnifregoli o manufatoli o  brigiaglioli ) sono un piatto contadino a base di farina di castagne, diffuso nella zona della Garfagnana (manafregoli), di Barga,  Coreglia Antelminelli in Media Valle del Serchio (manafatoli) e sulla Montagna Pistoiese (manufatoli). Si tratta di una pietanza estremamente povera, che si riallaccia alla cultura gastronomica delle zone citate, ove la castagna e tutti i suoi derivati hanno rappresentato per molti secoli una risorsa fondamentale nell'alimentazione.

## La ricetta
Il piatto è composto, nella variante garfagnina, di farina di castagne, latte bovino (o, in alternativa, ricotta o panna) e sale. Nella variante barghigiana il latte è assente e sostituito da brodo di maiale o di pollo (più raramente da latte caprino).
La preparazione consiste nella bollitura d'acqua in un paiolo, aggiungendo quindi la farina precedentemente setacciata ed un pizzico di sale, cuocendo e rimestando per mezz'ora fino ad ottenere un impasto molto morbido. Terminata la cottura si serve in una scodella, aggiungendo latte, panna o ricotta generalmente freddi.